# Dmitri Fjodorowitsch Jegorow

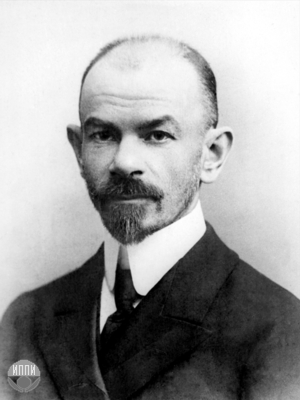
Dmitri Jegorow

Dmitri Fjodorowitsch Jegorow (russisch Дмитрий Фёдорович Егоров, englische Transliteration Dmitri Egorov; * 10. Dezemberjul. / 22. Dezember 1869greg. in Moskau; † 10. September 1931 in Kasan) war ein russischer Mathematiker, der sich mit Analysis (Theorie reeller Funktionen, Integralgleichungen, Variationsrechnung) und Differentialgeometrie beschäftigte.

## Leben
Jegorow ging in Moskau zur Schule und studierte ab 1887 an der Lomonossow-Universität Mathematik und Physik, unter anderem bei Nikolai Wassiljewitsch Bugajew (1837–1903). 1891 machte er seinen Abschluss und veröffentlichte 1892 seine erste mathematische Arbeit. Ab 1894 lehrte er an der Universität, an der er sich 1901 habilitierte (russischer Doktorgrad) und 1903 eine Professorenstelle erhielt. 1917 wurde er Sekretär der Moskauer Mathematischen Gesellschaft, 1921 deren Vizepräsident und 1922 deren Präsident. Ab 1923 war er Direktor des Instituts für Mathematik und Mechanik der Lomonossow-Universität. Jegorow hatte eine tiefe religiöse Überzeugung und verteidigte die in den 1920er Jahren hart verfolgte orthodoxe Kirche, unterstützte verfolgte Kollegen und setzte der Ausbreitung der atheistischen marxistischen Ideologie Widerstand entgegen. Aus diesem Grund wurde er 1929 als Institutsdirektor entlassen und bald darauf verhaftet. Nachdem die Moskauer Mathematische Gesellschaft sich weigerte, ihn auszuschließen, wurde deren Führung ausgewechselt. Jegorow wurde nach einem Hungerstreik in das Gefängnishospital in Kasan überwiesen, wo er starb. Es wird auch berichtet, dass er im Haus von Tschebotarjow starb, dessen Frau Ärztin im Gefängnis war.

### Werk
Er ist mit seinem Studenten Nikolai Nikolajewitsch Lusin der Begründer einer einflussreichen Schule reeller Analysis in Moskau. Sein Satz von Jegorow (1911) macht Aussagen über die fast gleichmäßige Konvergenz einer punktweise μ-fast überall konvergenten Folge messbarer Funktionen.
1924 wurde er zum korrespondierenden Mitglied der damaligen Akademie der Wissenschaften der UdSSR gewählt; ab 1929 war er Ehrenmitglied.
Zu seinen Studenten zählen Lusin, Iwan Georgijewitsch Petrowski, Pawel Sergejewitsch Alexandrow, Iwan Iwanowitsch Priwalow, Wladimir Wassiljewitsch Golubew, Wjatscheslaw Wassiljewitsch Stepanow.

## Literatur

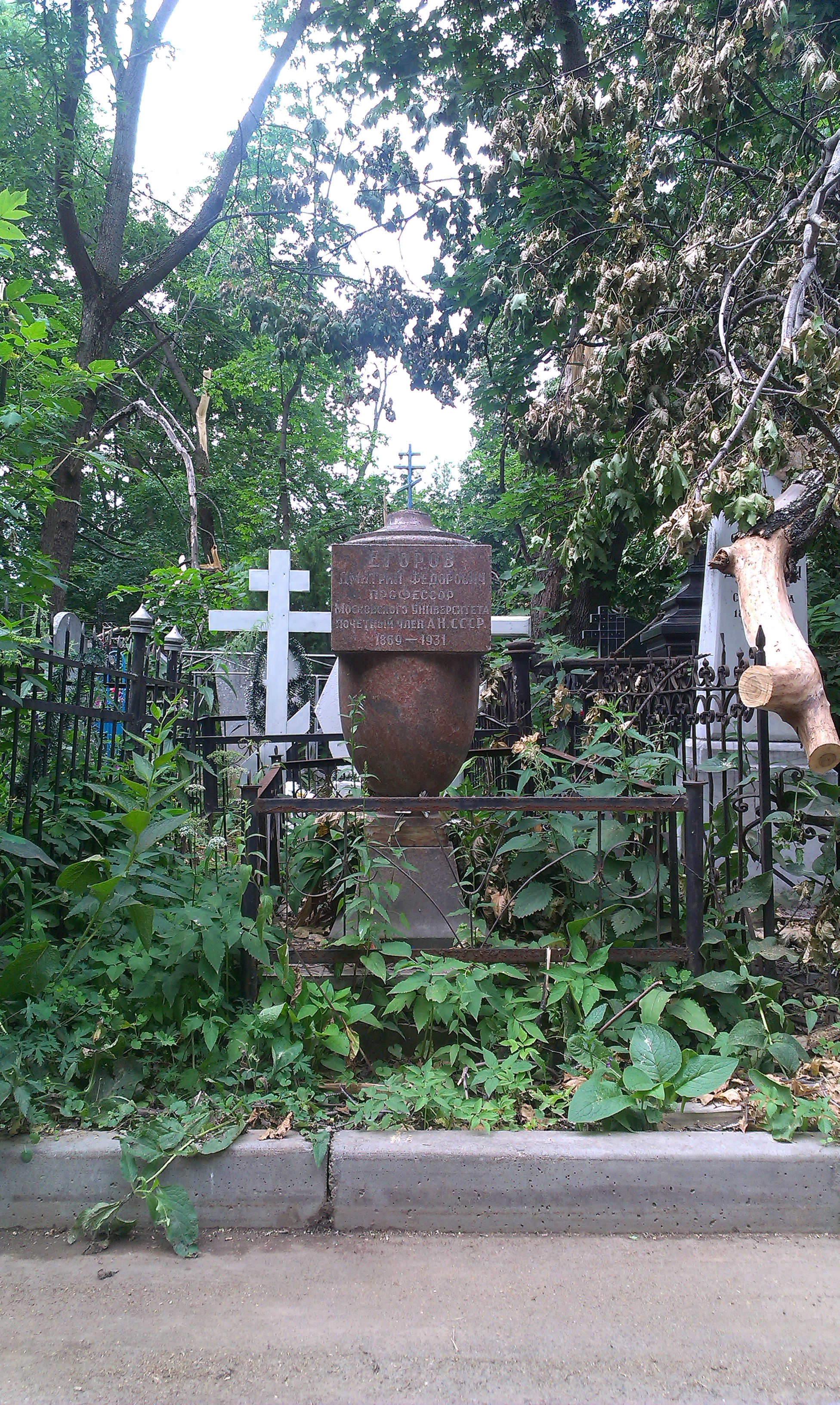
Grab auf dem Arskoje-Friedhof in Kasan